# Callistemon pungens
Callistemon pungens là một loài thực vật có hoa trong Họ Đào kim nương. Loài này được Lumley & R.D.Spencer mô tả khoa học đầu tiên năm 1990.

## Hình ảnh

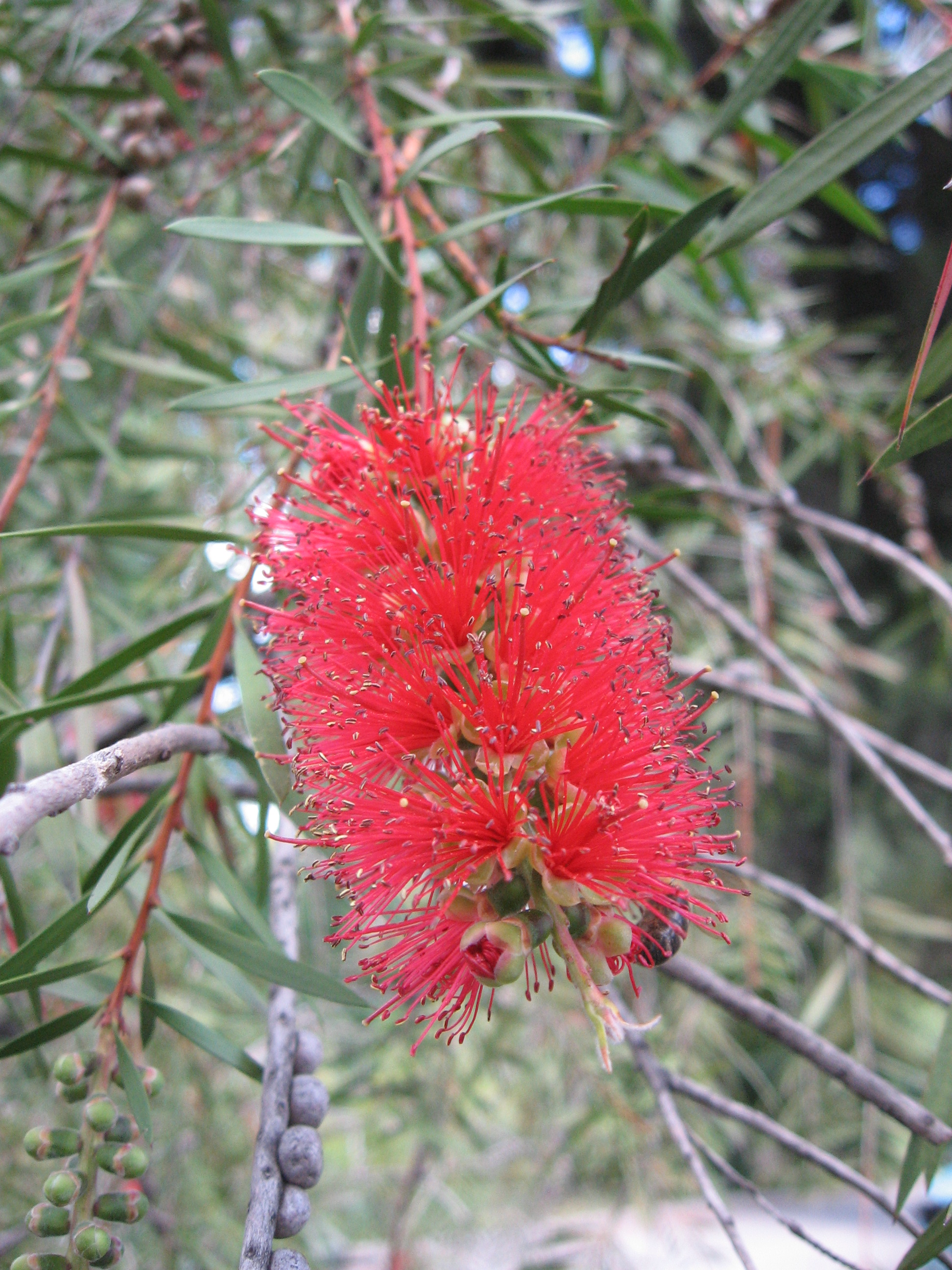